# Liouc
Liouc település Franciaországban, Gard megyében. Lakosainak száma 330 fő (2022. január 1.). Liouc Brouzet-lès-Quissac, Corconne, Orthoux-Sérignac-Quilhan, Quissac és Sauve községekkel határos.

## Népesség
A település népességének változása:
| Lakosok száma | 51   | 87   | 95   | 159  | 254  | 251  | 281  | 323  | 329  | 330  |
|               | 1968 | 1982 | 1990 | 2006 | 2013 | 2015 | 2017 | 2019 | 2020 | 2022 |